# El Tacote
El Tacote är en ort i Mexiko.   Den ligger i kommunen Acaponeta och delstaten Nayarit, i den centrala delen av landet, 700 km nordväst om huvudstaden Mexico City. El Tacote ligger 44 meter över havet och antalet invånare är 123.
Terrängen runt El Tacote är kuperad norrut, men söderut är den platt. Runt El Tacote är det glesbefolkat, med 17 invånare per kvadratkilometer. Närmaste större samhälle är Acaponeta, 17,1 km sydost om El Tacote. I omgivningarna runt El Tacote växer i huvudsak lövfällande lövskog.